# Салентин VII фон Изенбург
Салентин VII фон Изенбург (на немски: Salentin VII von Isenburg; ок. 1470; † сл. 24 септември 1534) е господар на Изенбург и Ноймаген.
Той е вторият син на граф Герлах III фон Изенбург-Гренцау († 1502) и Хилдегард фон Зирк (* ок. 1435). Брат е на Герлах IV фон Изенбург (ок. 1490 – 1530).

## Фамилия
Салентин VII се жени на 11 септември 1497 г. за Елизабет Фогт фон Хунолщайн-Ноймаген (ок. 1475 – 1536 или 4 юни 1538), наследничка на Ноймаген и Санкт-Йоханисберг, дъщеря на Хайнрих фон Хунолщайн, фогт и господар на Хунолщайн († 24 февруари 1486) и Елизабет фон Болхен († 1506/1507). Те имат децата:
- Антон (* ок. 1520)
- Салентин (ок. 1520 – 1544)
- Хайнрих I фон Изенбург-Ноймаген (ок. 1534 – 1554), господар на Изенбург-Ноймаген, женен на 4 септември 1547 г. за Антония Пенелопа ван Бредероде († 1591)
- Анна (ок. 1510 – 1581), омъжена I. на 1 март 1545 г. за граф Франц фон Мандершайд-Керпен (1514 – 1548), II. ок. 1550 г. за Йохан фон Лайен († 1552)
- Вилхелм († 1536)
- Арнолд († 1565)
- Йоханета фон Изенбург-Ноймаген (1500 – 1563), омъжена 1522 г. за граф Вилхелм I фон Сайн-Витгенщайн (1488 – 1570), родители на Лудвиг I фон Сайн-Витгенщайн (1532 – 1605)
- Юта фон Изенбург-Гренцау (ок. 1500 – 1564), омъжена на 6 октомври 1554 г. за граф Филип IV фон Валдек-Вилдунген (1493 – 1574)
- Мария, монахиня в Кепел 1560